# سارة لاتي
سارة لاتي (بالسويدية: Sarah Lahti)‏ هي منافسة ألعاب القوى سويدية، ولدت في 18 فبراير 1995 في Klippan, Scania ‏ في السويد.

## وصلات خارجية
- سارة لاتي على موقع الاتحاد الدولي لألعاب القوى (الإنجليزية)
- سارة لاتي على موقع الدوري الماسي (الإنجليزية)
- سارة لاتي على موقع اللجنة الأولمبية الدولية (الإنجليزية)
- سارة لاتي على موقع أوليمبيديا (الإنجليزية)
- سارة لاتي على موقع اللجنة الأولمبية السويدية (السويدية)